# Мовіліца (Вранча)
Мовіліца (рум. Movilița) — село у повіті Вранча в Румунії. Входить до складу комуни Мовіліца.
Село розташоване на відстані 186 км на північний схід від Бухареста, 29 км на північ від Фокшан, 138 км на південь від Ясс, 93 км на північний захід від Галаца, 120 км на схід від Брашова.

## Населення
За даними перепису населення 2002 року у селі проживали 2260 осіб.
Національний склад населення села:
| Національність | Кількість осіб | Відсоток |
| -------------- | -------------- | -------- |
| румуни         | 2247           | 99,4%    |
| цигани         | 13             | 0,6%     |

Рідною мовою назвали:
| Мова      | Кількість осіб | Відсоток |
| --------- | -------------- | -------- |
| румунська | 2253           | 99,7%    |
| циганська | 7              | 0,3%     |